# Moieciu de Jos, Brașov
Moieciu de Jos este satul de reședință al comunei Moieciu din județul Brașov, Transilvania, România.